# Списък с награди и номинации на „Джонас Брадърс“
Jonas Brothers са американска поп рок група. Групата има сключен договор с Hollywood Records, като преди това е била в такъв с Columbia/INO Records. До днес имат издадени четири албума - It's About Time, Jonas Brothers, A Little Bit Longer и Lines, Vines and Trying Times.

## Американски музикални награди
Американските музикални награди (American Music Awards) са една от седемте ежегодни церемонии по раздаване на награди за музика в САЩ. Организирани са за пръв път през 1971 г. от Дик Кларк.
| Година | Номиниран проект | Награда                       | Резултат  |
| ------ | ---------------- | ----------------------------- | --------- |
| 2008   | Jonas Brothers   | Пробил изпълнител на T-Mobile | Спечелена |

## Billboard Touring Award
Billboard Touring Award е ежегодна награда, давана от Billboard. Братята са номинирани два пъти и са спечелили и двете награди.
| Година | Номиниран проект               | Награда                       | Резултат  |
| ------ | ------------------------------ | ----------------------------- | --------- |
| 2008   | Jonas Brothers и Burger King   | Концертен маркетинг и реклама | Спечелена |
| 2009   | Jonas Brothers World Tour 2009 | Eventful Fans' Choice Award   | Спечелена |

## Награди „Златна малинка“
Наградите Златна малинка се дават ежегодно и се провеждат конкурентно на Наградите на филмовата академия на САЩ. Раздават се в чест на най-лошия филм за годината. Братята са номинирани два пъти и печелят едната от наградите.
| Година | Номиниран проект | Награда                 | Резултат  |
| ------ | ---------------- | ----------------------- | --------- |
| 2009   | Jonas Brothers   | Най-лош актьор          | Спечелена |
| 2009   | Jonas Brothers   | Най-лоша екранна двойка | Номиниран |

## Награди Грами
Наградите Грами се присъждат всяка година от Националната академия за изкуство и звукозапис на САЩ. Джонас Брадърс са получили само една номинация.
| Година | Номиниран проект | Награда                  | Резултат  |
| ------ | ---------------- | ------------------------ | --------- |
| 2009   | Jonas Brothers   | Най-добър нов изпълнител | Номиниран |

## Kids Choice Awards (Италия)
Kids Choice Awards (Italy) (бел.пр. „Награди на детския избор Италия“) са Италианската версия на наградите Kids Choice на Никелодеон Джонас Брадърс са получили две номинации и са спечелили и двете.
| Година | Номиниран проект | Награда                  | Резултат  |
| ------ | ---------------- | ------------------------ | --------- |
| 2008   | Jonas Brothers   | Най-добра група          | Спечелена |
| 2008   | S.O.S            | Най-пристрастяваща песен | Спечелена |

## Los Premios MTV Latinoamérica
Los Premios MTV Latinoamérica е латиноамериканската версия на наградите на MTV за видео и музика. Братята са поучили общо девет номинации, от които като група имат спечелени две. Отделно Джо Джонас и Ник Джонас получават индивидуални награди за Best Fashionista (Най-модерно обличащ се) съответно през 2008 и 2009.
| Година | Номиниран проект               | Награда                                                                 | Резултат  |
| ------ | ------------------------------ | ----------------------------------------------------------------------- | --------- |
| 2008   | Jonas Brothers                 | Mejor Artista Pop Internacional (Най-добър чуждестранен поп изпълнител) | Спечелена |
| 2008   | Jonas Brothers                 | Mejor Fanclub (Най-добър фенклуб)                                       | Номиниран |
| 2008   | Jonas Brothers                 | Mejor Artista Nuevo Internacional (Най-добър чуждестранен изпълнител)   | Номиниран |
| 2008   | "When You Look Me in the Eyes" | Canción del Año (Песен на годината)                                     | Спечелена |
| 2008   | "When You Look Me in the Eyes" | Mejor Ringtone (Най-добър рингтон)                                      | Номиниран |
| 2008   | Джо Джонас                     | Best Fashionista (Най-модерно обличащ се)                               | Спечелена |
| 2009   | Ник Джонас                     | Best Fashionista (Най-модерно обличащ се)                               | Спечелена |
| 2009   | Jonas Brothers                 | Mejor Fanclub (Най-добър фенклуб)                                       | Номиниран |
| 2009   | Jonas Brothers                 | Mejor Artista Pop Internacional (Най-добър чуждестранен поп изпълнител) | Спечелена |

## MTV Europe Music Awards
MTV Europe Music Awards е ежегодна церемония по раздаване на награди, създадена през 1994 от MTV Europe. Братята са получили две номинации.
| Година | Номиниран проект | Награда                           | Резултат  |
| ------ | ---------------- | --------------------------------- | --------- |
| 2008   | Jonas Brothers   | Ново изпълнение                   | Номиниран |
| 2009   | Jonas Brothers   | Най-добра група                   | Номиниран |
| 2012   | Джо Джонас       | Най-добра сцена на световно турне | Номиниран |

## MTV Video Music Awards
MTV Video Music Awards е ежегодна церемония по раздаване на награди, създадена през 1984. Братята са получили две номинации.
| Година | Номиниран проект | Награда             | Резултат  |
| ------ | ---------------- | ------------------- | --------- |
| 2008   | "Burnin' Up"     | Най-добро поп видео | Номиниран |
| 2008   | "Burnin' Up"     | Видео на годината   | Номиниран |

## MuchMusic Video Awards
MuchMusic Video Awards е ежегодна церемония по раздаване на награди, представяна от канадския видео канал MuchMusic. Братята са получили три номинации, от които спечелили две.
| Година | Номиниран проект | Награда                                | Резултат  |
| ------ | ---------------- | -------------------------------------- | --------- |
| 2009   | "Lovebug"        | Чуждестранно видео на годината — група | Номиниран |
| 2009   | "Burnin' Up"     | UR Fave: Чеждестранно видео — група    | Спечелена |
| 2010   | "Paranoid"       | Чуждестранно видео на годината — група | Спечелена |
| 2013   | "Pom Poms"       | Чуждестранно видео на годината — група | Номиниран |

## Nickelodeon Kids' Choice Awards
Nickelodeon Kids' Choice Awards е ежегодна церемония по раздаване на награди, създадена през 1988 от Никелодеон. Братята са получили три номинации, от които спечелили две.
| Година | Номиниран проект | Награда                   | Резултат  |
| ------ | ---------------- | ------------------------- | --------- |
| 2008   | Jonas Brothers   | Любима музикална група    | Спечелена |
| 2009   | Джо Джонас       | Любим телевизионен актьор | Спечелена |
| 2010   | Ник Джонас       | Любим телевизионен актьор | Номиниран |

## Nickelodeon Australian Kids' Choice Awards
Nickelodeon Australian Kids' Choice Awards е ежегодна церемония по раздаване на награди, която награждава артисти и изпълнители според гласовете на деца. Братята са получили три ноцинации, от които спечелили една.
| Година | Номиниран проект | Награда                   | Резултат  |
| ------ | ---------------- | ------------------------- | --------- |
| 2008   | Jonas Brothers   | Любима група              | Спечелена |
| 2009   | Jonas Brothers   | Любима чуждестранна група | Номиниран |
| 2010   | Paranoid         | Песен на годината         | Номиниран |

## NME Awards
NME Awards е ежегодна церемония по раздаване на награди за музика, създадена от музикалното списание NME (New Music Express). Първото шоу е проведено през 1953, малко след създаването и на списанието. Братята са получили четири награди.
| Година | Номиниран проект              | Награда        | Резултат  |
| ------ | ----------------------------- | -------------- | --------- |
| 2009   | A Little Bit Longer           | Най-лош албум  | Спечелена |
| 2009   | Jonas Brothers                | Най-лоша група | Спечелена |
| 2010   | Lines, Vines and Trying Times | Най-лош албум  | Спечелена |
| 2010   | Jonas Brothers                | Най-лоша група | Спечелена |
| 2011   | Jonas Brothers                | Най-лоша група | Спечелена |

## Planeta Awards
Planeta Awards са награди, раздавани от перуанска радиостанция. Братята са получили 5 награди.
| Година | Номиниран проект | Награда                               | Резултат  |
| ------ | ---------------- | ------------------------------------- | --------- |
| 2008   | Jonas Brothers   | Най-добър нов чуждестранен изпълнител | Спечелена |
| 2008   | "Lovebug"        | Балада на годината                    | Спечелена |
| 2009   | "Paranoid"       | Песен на годината                     | Спечелена |
| 2009   | Jonas Brothers   | Най-добър фенклуб                     | Спечелена |
| 2010   | Jonas Brothers   | Най-добър изпълнител                  | Спечелена |

## Premios Oye!
Premios Oye! е ежегодна церемония по раздаване на награди, създадена и представяна от „Националната Музикална Академия на Мексико“. Тя е еквивалент на наградите Грами. Братята са получили една награда.
| Година | Номиниран проект | Награда                                  | Резултат  |
| ------ | ---------------- | ---------------------------------------- | --------- |
| 2008   | Jonas Brothers   | Основен английски изпълнител на годината | Спечелена |

## Teen Choice Awards
Teen Choice Awards е ежегодна церемония по раздаване на награди, създадена през 1999 от Fox Broadcasting Company. Братята са получили 17 номинации, от които спечелили 11.
| Година | Номиниран проект                                         | Награда                                                                    | Резултат  |
| ------ | -------------------------------------------------------- | -------------------------------------------------------------------------- | --------- |
| 2008   | Jonas Brothers                                           | Новопробила музикална група (Choice Music Breakout Group)                  | Спечелена |
| 2008   | Jonas Brothers                                           | Икони на червения килим – мъже (Choice Male Red Carpet Icon[s])            | Спечелена |
| 2008   | Jonas Brothers                                           | Choice Male Hottie[s]                                                      | Спечелена |
| 2008   | "When You Look Me in the Eyes"                           | Музикален сингъл (Choice Music Single)                                     | Спечелена |
| 2008   | "When You Look Me in the Eyes"                           | Любовна песен (Choice Music Love Song)                                     | Спечелена |
| 2008   | "Burnin' Up"                                             | Лятна песен (Choice Summer Song)                                           | Спечелена |
| 2008   | Jonas Brothers                                           | Най-запалени фенове (Most Fanatic Fans)                                    | Спечелена |
| 2009   | Jonas Brothers                                           | Телевизионен комик (Choice TV Actor Comedy)                                | Спечелена |
| 2009   | JONAS                                                    | Ново предаване (Choice Breakout Show)                                      | Спечелена |
| 2009   | "Lovebug"                                                | Любовна песен (Choice Music Love Song)                                     | Номиниран |
| 2009   | Lines, Vines and Trying Times (Choice Music Album Group) | Нов албум – група                                                          | Спечелена |
| 2009   | Jonas Brothers                                           | Музикално турне (Choice Music Tour)                                        | Номиниран |
| 2009   | Jonas Brothers                                           | Choice Male Hottie (Choice Male Hottie)                                    | Номиниран |
| 2009   | Jonas Brothers                                           | Модна икона на червения килим – мъже (Choice Red Carpet Fashion Icon Male) | Спечелена |
| 2009   | "Before The Storm"                                       | Лятна песен (Choice Summer Song)                                           | Спечелена |
| 2009   | Франки Джонас                                            | Нова телевизионна звезда – мъже (Choice TV Breakout Male)                  | Спечелена |
| 2010   | Jonas Brothers                                           | Комик – телевизия (Choice TV Actor Comedy)                                 | Спечелена |
| 2013   | Кевин Джонас (в Женена за Джонас)                        | Актьор в риалити шоу – мъже (Choice Male Reality Star)                     | Спечелена |
| 2013   | Ник Джонас                                               | Награда на Acuvue за вдъхновяваща личност                                  | Спечелена |

## The Soup Awards
The Soup е комедийно предаване с водещ Джоуи МакХейл. Джо Джонас е получил една награда.
| Година | Номиниран проект | Награда                | Резултат  |
| ------ | ---------------- | ---------------------- | --------- |
| 2010   | Джо Джонас       | Най-добър трети Джонас | Спечелена |

## TMF Awards
TMF Awards е ежегодно телевизионно предаване за раздаване на награди, установено през 1995 от The Music Factory. Братята са получили осем номинации, от които спечелили две.
| Година | Номиниран проект              | Награда                      | Резултат  |
| ------ | ----------------------------- | ---------------------------- | --------- |
| 2008   | Jonas Brothers                | Най-добър нов изпълнител     | Спечелена |
| 2008   | Jonas Brothers                | Най-добър поп изпълнител     | Номиниран |
| 2008   | Jonas Brothers                | Най-добър нов албум          | Номиниран |
| 2008   | Jonas Brothers                | Най-добър чуждестранен албум | Номиниран |
| 2008   | "S.O.S"                       | Най-добро музикално видео    | Номиниран |
| 2009   | Paranoid                      | Най-добро музикално видео    | Спечелена |
| 2009   | Lines, Vines and Trying Times | Най-добър чуждестранен албум | Номиниран |
| 2009   | Jonas Brothers                | Най-добър поп изпълнител     | Номиниран |